# Sphaenognathus curvipes
Sphaenognathus curvipes is een keversoort uit de familie vliegende herten (Lucanidae). De wetenschappelijke naam van de soort is voor het eerst geldig gepubliceerd in 1948 door Benesh.